# São Berto
São Berto é um distrito do município brasileiro de Manduri, no interior do estado de São Paulo.

## História

### Origem
Joaquim Antônio de Arruda residia em sua propriedade em Tietê. Após o falecimento da esposa, Dona Maria Alves Pereira, resolveu-se mudar para o Sertão, tendo mandado vir o filho que residia na Côrte e era afilhado do então Visconde do Rio Branco. Vendeu o que possuía e adquiriu várias posses situadas às margens do Rio Paranapanema.
Em 24 de agosto de 1859, Joaquim Antônio de Arruda, com toda a caravana que não era pequena, acampa a margem de um ribeirão, tendo sido este ribeirão batizado com o nome do santo do dia: São Bartolomeu. Estava assim denominado o futuro povoamento que ali se formaria.
Já a família dos Nunes é uma das mais antigas da região e era dona de quase todo o território de São Bartolomeu e sem dúvida, a mais antiga do povoado que se formou. Foram eles que doaram o terreno, que não era pequeno, para que se construísse a Capela de São Bartolomeu, ao redor da qual formou-se o povoado, que na época pertencia ao município de Piraju.
Em 1897 já se pedia uma agência postal e uma escola para o bairro afastado. Logo depois, a Estrada de Ferro Sorocabana começou a avançar a construção de sua linha, parada desde 1896 em Cerqueira César. Como aconteceu também em outros locais, a visão curta de um fazendeiro que teria discutido com o engenheiro da ferrovia Antônio Gouveia de Proença e impedido a passagem dos trilhos por suas terras, fez com que estes acabassem por passar a cerca de três quilômetros ao norte de São Bartolomeu, fazendo com que a estação do mesmo nome fosse inaugurada em 22/04/1906, mas afastada do bairro.
Isto fez com que o povoado que surgiu ao redor da estação seguinte (Manduri), construída também no meio do nada, prosperasse e se tornasse cidade em pouco tempo, enquanto São Bartolomeu permaneceu estagnada.
O nome São Berto foi dado pelo Deputado Cunha Bueno. O nome de São Bartolomeu, no entanto, permaneceu na estação.

### Fatos históricos
- Em 15 de janeiro de 1927 o Sr. Luiz Squarca foi eleito primeiro subprefeito de São Bartolomeu.
- Em 22 de junho de 1952 o prefeito doa um terreno de 287,5 m² à paróquia, para ampliação da igreja.
- Em 7 de março de 1988 uma lei dispõe sobre a delimitação do perímetro urbano de São Berto.
- Em 3 de agosto de 1990 uma lei dispõe sobre a construção de casas populares.

### Formação administrativa
- Distrito policial de São Bartolomeu criado em 27/04/1901 no município de Piraju[5].
- Distrito criado pela Lei nº 2.092 de 19/12/1925, com sede no distrito policial de São Bartolomeu[6][7].
- Foi extinto pelo Decreto n° 9.775 de 30/11/1938, sendo seu território anexado ao distrito de Manduri[8].
- Foi criado novamente pela Lei n° 233 de 24/12/1948, com o povoado de São Bartolomeu mais terras do distrito sede de Manduri[9][10].

### Pedidos de emancipação
O distrito tentou a emancipação político-administrativa e ser elevado à município, através de processo que deu entrada na Assembléia Legislativa do Estado de São Paulo no ano de 1991, mas como não atendia os requisitos necessários exigidos por lei para tal finalidade, o processo foi arquivado. Em 1999 entrou com outro pedido de emancipação, mas o processo encontra-se com a tramitação suspensa.

## Geografia

### Demografia

#### População urbana
| Crescimento população urbana | Crescimento população urbana | Crescimento população urbana | Crescimento população urbana |
| Censo                        | Pop.                         |                              | %±                           |
| ---------------------------- | ---------------------------- | ---------------------------- | ---------------------------- |
| 1934                         | 456                          |                              |                              |
| 1950                         | 222                          |                              | —                            |
| 1960                         | 245                          |                              | 10,4%                        |
| 1970                         | 259                          |                              | 5,7%                         |
| 1980                         | 271                          |                              | 4,6%                         |
| 1991                         | 412                          |                              | 52,0%                        |
| 2000                         | 502                          |                              | 21,8%                        |
| 2010                         | 526                          |                              | 4,8%                         |
| Fonte: IBGE e Fundação SEADE |                              |                              |                              |

#### População total
Pelo Censo 2010 (IBGE) a população total do distrito era de 779 habitantes.

### Área territorial
A área territorial do distrito é de 84,741 km².

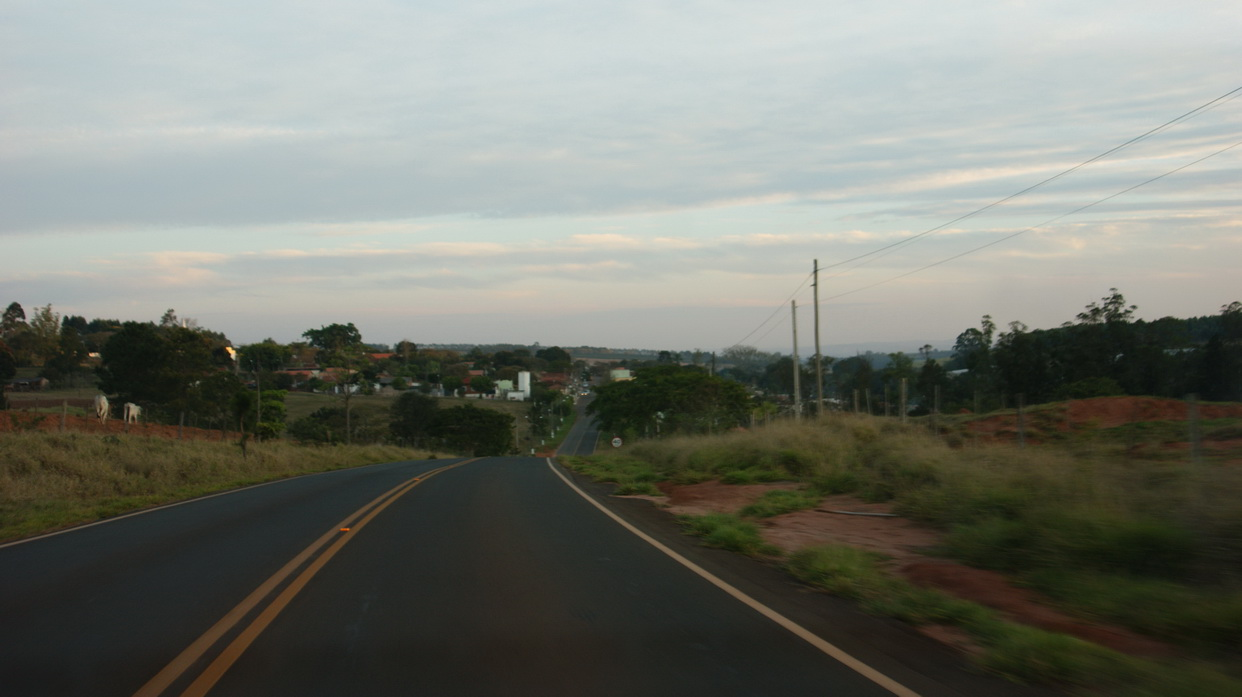
Entrada do distrito.

### Rodovias
O principal acesso ao distrito é a estrada vicinal que liga a cidade de Manduri à Rodovia Osni Mateus (SP-261).

### Ferrovias
Pátio São Bartolomeu (ZZH) da Linha Tronco (Estrada de Ferro Sorocabana), sendo a ferrovia operada atualmente pela Rumo Malha Sul.

## Serviços públicos
Atualmente São Berto conta com escola funcionando em dois períodos (com pré-escola), centro comunitário, centro de saúde (médico e odontológico), posto de correio, velório municipal e campo de futebol. Também possui suas ruas pavimentadas e coleta de lixo.

### Registro civil
Atualmente é feito na sede do município, pois o Cartório de Registro Civil das Pessoas Naturais do distrito foi extinto pela Resolução nº 1 de 29/12/1971 do Tribunal de Justiça do Estado de São Paulo e seu acervo foi recolhido ao cartório do distrito sede.

### Saneamento
O serviço de abastecimento de água é feito pela Superintendência de Água e Esgoto de Manduri (SAEMAN).

### Energia
A responsável pelo abastecimento de energia elétrica é a CPFL Santa Cruz, distribuidora do grupo CPFL Energia.

## Atividades econômicas
A economia é essencialmente agrícola (café, milho, corte de madeira, coleta de resina, etc.). Foi instalada uma fábrica onde a matéria-prima é a resina, a Resinas Brasil, inaugurada em 1992, que contrata mão-de-obra local produzindo breu e terebintina.

## Religião

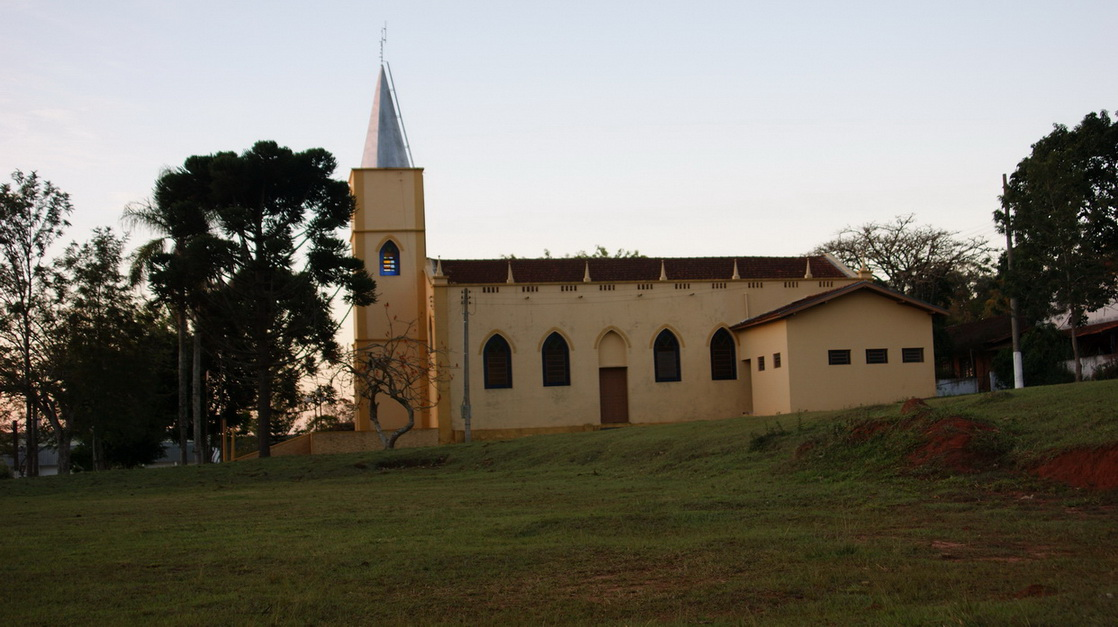
Igreja.

O Cristianismo se faz presente no distrito da seguinte forma:

### Igreja Católica
- Igreja de São Bartolomeu - faz parte da Diocese de Ourinhos[23].

### Igrejas Evangélicas
- Congregação Cristã no Brasil[24].